# Antônio Augusto Ribeiro de Almeida
Antônio Augusto Ribeiro de Almeida (Maricá, 20 de setembro de 1838 – Rio de Janeiro, 19 de novembro de 1919) foi um jurista brasileiro, filho do comendador Manuel Ribeiro de Almeida e avô materno do arquiteto Oscar Niemeyer.

## Biografia
Foi nomeado ministro do Supremo Tribunal Federal em 17 de junho de 1896, tomando posse no dia 24, preenchendo a vaga aberta com a exoneração concedida a Ubaldino do Amaral Fontoura. Foi procurador geral da República, interinamente, no período de 3 de setembro a 19 de dezembro de 1898 e, como titular, de 20 de dezembro de 1898 até 11 de março de 1901. Foi aposentado por decreto de 30 de setembro de 1913.
Em sua homenagem, a rua onde ele morava, em Laranjeiras, recebeu seu nome.